# Tillandsia kautskyi
Tillandsia kautskyi es una especie de planta epífita dentro del género  Tillandsia, perteneciente a la  familia de las bromeliáceas.  Es originaria de Brasil.

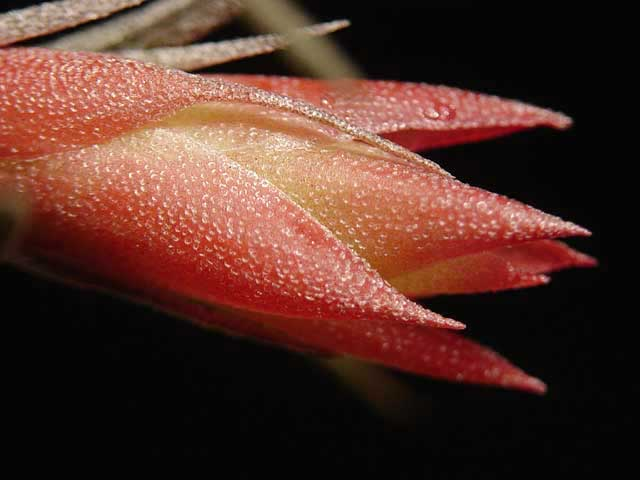
Detalle

## Taxonomía
Tillandsia kautskyi fue descrita por Edmundo Pereira y publicado en Bradea, Boletim do Herbarium Bradeanum 1: 438, pl 2. 1974.
Etimología
Tillandsia: nombre genérico que fue nombrado por Carlos Linneo en 1738 en honor al médico y botánico finlandés Dr. Elias Tillandz (originalmente Tillander) (1640-1693).
kautskyi: epíteto otorgado en honor del botánico Roberto Anselmo Kautsky. 